# Brian White
Brian White (Flemington, Nueva Jersey, Estados Unidos, 3 de febrero de 1996) es un futbolista estadounidense. Juega de delantero y su equipo es el Vancouver Whitecaps FC de la Major League Soccer.

## Trayectoria

### Inicios
Creció en su natal Flemington, Nueva Jersey, y formó parte de la Players Development Academy (PDA) durante nueve años. En su etapa como universitario en la Universidad Duke, jugó para los Duke Blue Devils entre 2014 y 2017. Disputó 73 partidos y anotó 23 goles para el equipo universitario. Además jugó para el New York Red Bulls sub-23 de la PDL, donde anotó 21 goles en 25 encuentros. En la temporada 2017 con los Red Bulls fue nombrado MVP de la PDL y ganó el Golden Boot, año en que consiguió el título de la temporada regular de la PDL.

### New York Red Bulls
El 19 de enero de 2018, White fue seleccionado por el New York Red Bulls en la primera ronda del SuperDraft de la MLS 2018. Firmó su primer contrato profesional el 15 de marzo con el New York Red Bulls II. Debutó profesionalmente el 17 de marzo en la victoria por 2-1 sobre el Toronto FC II por la USL.
Firmó contrato con el New York Red Bull de la MLS el 4 de agosto de 2018, ganando un lugar en el primer equipo del club luego de anotar 8 goles en 22 encuentros con los Red Bulls II. Debutó el 29 de agosto de 2018 y anotó su primer gol en la victoria por 1-0 ante el Houston Dynamo.
Comenzó la temporada 2019 en el segundo equipo, sin embargo fue llamado de regreso a la MLS para reemplazar al lesionado Bradley Wright-Phillips. Fue un jugador habitual del equipo ese año, llegando a disputar 21 partidos y anotar 9 goles.

## Estadísticas
Actualizado al último partido disputado el 7 de marzo de 2020.
| New York Red Bulls U-23 Estados Unidos                   | 4.ª           | 2015          | 11 | 4  | - | - | - | - | - | - | 11 | 4  |
| New York Red Bulls U-23 Estados Unidos                   | 4.ª           | 2017          | 15 | 17 | - | - | - | - | - | - | 15 | 17 |
| New York Red Bulls U-23 Estados Unidos                   | Total club    | Total club    | 26 | 21 | 0 | 0 | 0 | 0 | 0 | 0 | 26 | 21 |
| New York Red Bulls II Estados Unidos                     | 2.ª           | 2018          | 26 | 10 | - | - | - | - | - | - | 26 | 10 |
| New York Red Bulls II Estados Unidos                     | 2.ª           | 2019          | 2  | 1  | - | - | 0 | - | - | - | 2  | 1  |
| New York Red Bulls II Estados Unidos                     | Total club    | Total club    | 28 | 11 | 0 | 0 | 0 | 0 | 0 | 0 | 28 | 11 |
| New York Red Bulls Estados Unidos                        | 1.ª           | 2018          | 6  | 1  | 0 | 0 | - | - | - | - | 6  | 1  |
| New York Red Bulls Estados Unidos                        | 1.ª           | 2019          | 20 | 9  | 0 | 0 | 1 | 0 | - | - | 21 | 9  |
| New York Red Bulls Estados Unidos                        | 1.ª           | 2020          | 2  | 0  | 0 | 0 | - | - | - | - | 2  | 0  |
| New York Red Bulls Estados Unidos                        | Total club    | Total club    | 28 | 10 | 0 | 0 | 1 | 0 | 0 | 0 | 29 | 10 |
| Total carrera                                            | Total carrera | Total carrera | 82 | 42 | 0 | 0 | 1 | 0 | 0 | 0 | 83 | 42 |
| (1) Incluye datos de la Liga de Campeones de la Concacaf |               |               |    |    |   |   |   |   |   |   |    |    |

### Tripletes
| 1 | 2 de octubre de 2021 | BC Place, Vancouver | Vancouver Whitecaps - San Jose Earthquakes |  | 3 - 0 | MLS 2021 |
| 2 | 30 de junio de 2024  | BC Place, Vancouver | Vancouver Whitecaps - St. Louis City SC    |  | 4 - 3 | MLS 2024 |
| 3 | 12 de abril de 2025  | BC Place, Vancouver | Vancouver Whitecaps - Austin FC            |  | 5 - 1 | MLS 2025 |

## Palmarés

### Torneos nacionales
| Título                          | Club                | País           | Año  |
| ------------------------------- | ------------------- | -------------- | ---- |
| MLS Supporters' Shield          | New York Red Bulls  | Estados Unidos | 2018 |
| Campeonato Canadiense de Fútbol | Vancouver Whitecaps | Canadá         | 2022 |
| Campeonato Canadiense de Fútbol | Vancouver Whitecaps | Canadá         | 2023 |